# Zračna baza Spangdahlem
Zračna baza Spangdahlem je zračna baza USAF-a (Američke zračne snage) koja se nalazi u neposrednoj blizini malog njemačkog mjesta Spangdahlem na zapadu zemlje, pokraj grada Triera. Baza je smještena u njemačkoj saveznoj pokrajini Porajnje i Falačka.

## Jedinice
Zračna baza Spangdahlen dom je 52. borbenom krilu koje koristi, održava i raspoređuje Lockheed Martin Block 50 F-16CJ lovce i Republic A/OA-10 avione. Također, uz potporu NATO saveza, zračna baza koristi i radarski sustav TPS-75.
52. ratno krilo sastoji se od sljedećih eskadrona:
- 22. ratni eskadron - F-16CJ,
- 23. ratni eskadron - F-16CJ i
- 81. ratni eskadron - A/OA-10.

Ratno krilo uvijek je spremno za borbeno djelovanje te može pružati zračnu podršku. Također, ratno krilo može obavljati i druge zračne operacije koje nisu ratnog karaktera. Zapovjednik 52. ratnog krila je pukovnik Lee T. Wight.

### Zračno zapovjedništvo
Zračno zapovjedništvo u zračnoj bazi Spangdahlen podržava teretni i putnički promet kao dio svoje misije, te time postaje svojevrsni "zračni most". Zatvaranjem zračne baze Rhein-Main 2005. godine, tranzitni program i djelovanje te baze prebačen je na druge američke zračne baze u Njemačkoj. Tako je 70% transportnih kapaciteta zatvorene baze, preuzela zračna baza Ramstein, dok je zračna baza Spangdahlen preuzela 30% kapaciteta zatvorene Rhein-Main zračne baze.
Zračno zapovjedništvo 726. mobilnog zračnog eskadrona u Spangdahlenu podržava teretni i putnički zračni promet. Također, bavi se i zračnim nadzorom i zapovjedništvom te održavanjem zračne luke za sve avione Zračnog zapovjedništva koji koriste njihov aerodrom.
726. mobilni zračni eskadron koristi različitu opremu za održavanje zrakoplova, misijskih vozila kao i zrakoplova utovarivača. Eskadrila je sposobna koristiti različite vrste AMC zrakoplova, od C-5 i C-17 do KC-10 i KC-135.
U studenom 2005. u zračnu bazu Spangdahlem je sletio prvi zrakoplov C-17 Globemaster III.

## Povijest
Zračna baza Spangdahlem prisutna je u Njemačkoj više od pola stoljeća. Stvaranjem NATO saveza kao odgovor hladno-ratovskim tenzijama u Europi, USAF je svoje borbene jedinice u zapadnoj Njemačkoj preselio zapadno od rijeke Rajne. Cilj je bio pružanje veće zračne podrške na dijelu zemlje koji je bio pod kontrolom Zapada, ali i kao svojevrsno upozorenje Istoku.
Francuska je pristala osigurati mjesta zrakoplovne baze u okviru svoje zone Rheinland-Palatinate, koju su okupirali kao dio NATO-vog programa proširenja.
Baza je građena u razdoblju od 1951. do 1953. te je koštala oko 27 mil. USD. Projekt su potpomogali francuski i njemački poduzetnici, radeći pod nadzorom francuske Vladine agencije.
USAF-ova vojna prisutnost u toj bazi započela je 1. rujna 1952., dolaskom 7352. zračnog eskadrona, iz zračne baze Fürstenfeldbruck, pokraj Münchena. Misija tog eskadrona bila je da "pripreme teren" za nadolazeća ratna krila koja će ovdje djelovati.

### 10. taktičko-izviđačko krilo
10. svibnja 1953. je 10. taktičko-izviđačko krilo premješteno iz zračne baze Toul-Rosieres u Francuskoj u zračnu bazu Spangdahlem. U to vrijeme, populacija stanovništva u bazi je iznosila 1.900 stanovnika.
Operativni eskadroni ovog krila su:
- 1. taktičko-izviđačka jedinica - RB-26C, RB-57A
- 38. taktičko-izviđačka jedinica - RF-80A, RF-80F.

Dolaskom u Spangdahlem, 10. taktičko-iviđačko krilo koristilo je Lockheed RF-80A Shooting Star zrakoplove za dnevne misije i Douglas RB-26C Invader za noćne misije. Douglas RB-26C Invader zamijenjen je u listopadu 1954. s Martin RB-57A Canberra, dok je u srpnju 1955. RF-80A zamijenjen s F-84 Thunderjet.
1957. su Martin RB-57A Canberra i F-84 Thunderjet prebačeni u zračnu bazu Chateauroux-Deols, dok su 1. i 38. taktičko-izviđačka jedinica opremljeni s avionima Douglas RB-66 Destroyer.
10. taktičko-izviđačkom krilu su od 66. taktičko-izviđačkog krila iz zračne baze Sembach, dodijeljene su tri nove jedinice:
- 19. taktičko-izviđačka jedinica - RB/EB-66
- 30. taktičko-izviđačka jedinica - RB-66B
- 42. taktičko-izviđačka jedinica - RB/WB-66.

19. jedinica izvorno je djelovala u sklopu RAF-ove baze u Engleskoj tokom 1958., dok je 1959. priključena zračnoj bazi Spangdahlem. 42. jedinica također je bila u sklopu jedne RAF-ove jedinice. Za razliku od 19. jedinice, 42. jedinica nije "fizički" preseljena u Spangdahlem, nego je ostala u Engleskoj, ali je djelovala unutar zračne baze Spangdahlem.
25. kolovoza 1959. je 10. taktičko-izviđačko krilo završilo svoj šestogodišnji boravak u Spangdahlemu te je preseljeno u RAF-ovu jedinicu u Engleskoj.

### 49. taktičko-borbeno krilo
25. kolovoza 1959. je 49. taktičko-borbeno krilo premješteno u Spangdahlem iz baze Etain-Rouvres u Francuskoj te je preuzelo dužnosti domaćina. 1957. francuska Vlada odredila je da svo strano nuklearno oružje i zrakoplovi koji služe njegovom dostavljanju moraju biti uklonjeni iz zemlje. Taj posao je prihvatilo 49. taktičko-borbeno krilo koje je koristilo zrakoplove F-100 Super Sabre koji imaju sposobnost prenošenja nuklearnog arsenala.
Operativni eskadroni ovog krila su:
- 7. taktički-borbena jedinica (plave oznake),
- 8. taktički-borbena jedinica (žute oznake) i
- 9. taktički-borbena jedinica (crvene oznake).

49. taktičko-borbeno krilo koristilo je F-100 zrakoplov do 1961., kada ga zamjenjuje F-105 Thunderchief, poznat kao "Thud". To krilo bilo je svega treća jedinica USAF-a koja je koristila F-105.
49. krilo dobitnik je Nagrade za najbolju zračnu jedinicu zbog operacija obavljenih sa zrakoplovima F-105 u bazi Spangdahlem. 9. ožujka 1967. u jedinicu su uvedeni McDonnell Douglas F-4D Phantom II zrakoplovi. Ovo krilo ostalo je služiti u zračnoj bazi Spangdahlem do 1. srpnja 1968., kada je cijela jedinica premještena u zračnu bazu Holloman u Novom Meksiku, SAD.
38. taktičko-izviđačko krilo nikada nije bilo opremljeno s RB-66B modelima. Kada je 10. taktičko-izviđačko krilo ponovo opremljeno s RB-66 avionima, 32. i 38. krilo napuštaju Spangdahlem, te odlaze u Francusku, te su ponovo opremljeni s RF-101.
1., 19., 30. i 42. taktičko-izviđačka krila privremeno su ostala u Spangdahlemu, prije nego što su premještena u Englesku. 1., 19. i 30. krila koristila su avione RB-66B, dok je 42. krilo letjelo s RB-66C i WB-66D avionima. Zbog premještanja ovih eskadrona, došlo je do uvođenja AFM 66-1 aviona u kombinaciji s održavanjem postojećih zrakoplovnih resursa. Odlučeno je da se zadrže svi zrakoplovi opće svrhe u svim jedinicama za održavanje i opskrbu. Lovačke jedinice opskrbljene su s lovcima RF-101, a bombarderske jedinice s RB-66. Ove jedinice korištene su u međusobnoj kombinaciji.

### 7149. / 36. taktičko-borbeno krilo
Odlaskom 49. taktičko-borbenog krila, aktivirana je 7149. grupa zračne baze, da služi kao "nadstojnik" jedinica organizacijske podrške. Iako 7149. krilo nije imalo dodijeljenih zrakoplova, ovo krilo služilo je kao platforma na kojoj će se stvarati nova zračna krila, u slučaju povratka 49. taktičko-borbenog krila u Europu kao potpora zračnim snagama NATO-a.
1. siječnja 1969., 36. taktičko-borbeno krilo, koje se nalazi pokraj zračne baze Bitburg, preuzelo je operativnu kontrolu nad Spangdahlemom, tako da su ondje počela djelovati dva temeljna krila.
Eskadronu 36. taktičko-borbenog krila, u Spangdahlemu su dodijeljeni:
- 23. taktičko-borbeno krilo (F-4D, kod na repu aviona: BS, crvene pruge na repu)
- Det. 1, 39. jedinica za taktičko-elektronočko ratovanje (EB-66C, kod na repu aviona: BV, zelene pruge na repu).

23. taktičko-ratno krilo provodi trening misije pilota vojnih lovaca, dok je 39. jedinica za taktičko-elektroničko ratovanje, premještena iz zračne baze Shaw u Južnoj Karolini, SAD, u američku bazu Spangdahlem u Njemačkoj. Svrha joj je obavljanje misija elektroničkog ratovanja te trening taktičkog izviđanja i elektroničkog ratovanja sa zračnim posadama iz Europe.

### 52. taktičko-borbeno krilo
31. prosinca 1971., 52. taktičko-borbeno krilo premješteno je, ali bez osoblja i opreme, iz zračne baze Suffolk County u New Yorku, u Spangdahlem. Nakon aktivacije u Njemačkoj, 52. krilu su dodijeljena dva eskadrona:
- 23. taktičko-ratnog krilo (F-4D, kod na repu aviona: SP, plave pruge na repu)
- Det. 1, 39. jedinica za taktičko-elektronočko ratovanje (EB-66C, kod na repu aviona: SP, žute pruge na repu).

39. krilo vraćeno je 1. siječnja 1973. u bazu Suffolk County u New Yorku. Zauzvrat, zamijenjena mu je uloga u elektroničkom ratovanju, s 81. taktičko-borbenim eskadronom, 15. studenog 1976.
Na dan 1. siječnja 1977., 52. taktičko-borbeno krilo raspolagalo je sa sljedećim eskadronima:
- 23. taktičko-borbeno krilo (F-4D, kod na repu: SP, crne pruge na repu)
- 81. taktičko-borbeno krilo (EF-4C, kod na repu: SP, žute pruge na repu)
- 480. taktičko-borbeno krilo (F-4D, kod na repu: SP, crvene pruge na repu).

1979. godine, u 81. taktičko-borbenom krilu, zamijenjen je EF-4C avion s mnogo sposobnijim Wild Weasel F-4G. Tokom 1980. i 1981. F-4E avion zamijenio je F-4D u 23. i 480. taktičko-borbenom krilu.
1983. ovo krilo postalo je prvo i jedino svo-obrambeno krilo izvan SAD-a. U ovoj konfiguraciji, svako krilo sastojalo se od tri borbena eskadrona koji su letjeli s E i G modelima F-4 lovaca. Ovi avioni bili su namijenjeni lociranju i uništenju neprijateljskih radara te zemlja-zrak projektila u bilo kojim vremenskim uvjetima.
U travnju 1987. je 52. taktičko-borbeno krilo zamijenilo postojeće Phantom avione s modernijim F-16 Fighting Falcon za potrebe 23. i 480. taktičko-borbenih krila. Riječ je o lovcima iz serijske proizvodnje Block 30/32 koji su 1993. zamijenjeni onima iz serije Block 50. Posljednji lovac F-4E Phantom II napustio je zračnu bazu Spangdahlem u prosincu 1987.
Krajem 1990. je 81. taktičko-borbeno krilo reorganizirano kako bi njeni piloti mogli upravljati s F-4G. Nakon toga je 24 zrakoplova dopremljeno u zračnu bazu Shaika Isa u Bahreinu za potrebe operacije Pustinjska oluja, tokom Zaljevskog rata.

#### 52. borbeno krilo
1. listopada 1991. je 52. taktičko-borbeno krilo reorganizirano u 52. borbeno krilo, kao dio rekonstrukcije zračnih snaga.
510. borbeni eskadron premješten je u Spangdahlem jer je britanski RAF zatvorio svoju zračnu bazu Bentwaters u Engleskoj, koju su koristile i američke zračne snage. Nakon zatvaranja baze 4. siječnja 1993., USAF-ov eskadron s A-10 Thunderbolt II avionima je prebačen u Njemačku. Početkom 1993. je 81. eskadron reorganiziran kako bi paralelno letio s F-4G i F-16C/D iz serije Block 30. U veljači 1994. je F-4G povučen iz uporabe i poslan u AMARC.
Povlačenjem Phantoma, 510. borbeni eskadron je zamijenio 81. eskadron koji je prebačen u zračnu bazu Ramstein te je koristio F-16 lovce od 512. eskadrona.
Tokom veljače 1994., 53. borbeni eskadron je preseljen iz Bitburga u Spangdahlem. 480. borbeni eskadron je umirovljen tijekom listopada 1994. te ga je zamijenio 22. borbeni eskadron iz Bitburga. 606. eskadron zračne kontrole je također dodijeljen 52. borbenom krilu, ali je ostao u Bitburgu do rujna 1995. kada prelazi u Spangdahlem.
Nakon rekonstruiranja i zatvaranja zračne baze Bitburg, u sastav 52. borbenog krila iz Spangdahlema prelaze eskadroni 36. borbenog krila iz Bitburga, i to:
- 23. borbeni eskadron (F-16CJ/D, kod na repu: SP, plave pruge na repu)
- 22. borbeni eskadron (F-16CJ/D, kod na repu: SP, crvene pruge na repu)
- 53. borbeni eskadron (F-15C/D, kod na repu: SP, žute i crne pruge na repu)
- 81. borbeni eskadron (OA/A-10A, kod na repu: SP, žute pruge na repu)

52. borbeno krilo ušlo je u povijest 1997. kao prvo američko vojno krilo u povijesti koje je bilo raspoređeno u nekoj zemlji bivšeg Varšavskog pakta. U rujnu 1997. održan je EAGLE’S TALON-97, prva bilateralna vježba između SAD-a i poljskog ratnog zrakoplovstva. Neke jedinice 52. borbenog krila su u okviru američke doktrine zračnih ekspedicijskih snaga (eng. air expeditionary force - AEF) formirane u 52. kombinirano zračno ekspedicijsko krilo i djeluju u zračnim bazama Powidz, Krzesiny i Poznan u Poljskoj.

## Vanjske poveznice
- Službena web stranica zračne baze Spangdahlem
- Globalsecurity.org - povijest baze Spangdahlem